# Danh sách trò chơi của Capcom: E–L
Sau đây là danh sách các trò chơi được phát triển, xuất bản hoặc cấp phép bởi Capcom
| Tiêu đề                                           | Hệ máy                              | Ngày phát hành           | Nhà phát triển                               | JP | NA | EU | AUS    | Ref(s) |
| ------------------------------------------------- | ----------------------------------- | ------------------------ | -------------------------------------------- | -- | -- | -- | ------ | ------ |
| E.X. Troopers                                     | Nintendo 3DS                        | 22 tháng 11 năm 2012     | Capcom                                       | Có |    |    |        | [ 1 ]  |
| E.X. Troopers                                     | PlayStation 3                       | 22 tháng 11 năm 2012     | HexaDrive                                    | Có |    |    |        | [ 1 ]  |
| Eco Fighters                                      | Arcade                              | 3 tháng 12 năm 1993      | Capcom                                       | Có | Có | Có | Có     | [ 2 ]  |
| El Dorado Gate Volume 1                           | Dreamcast                           | 10 tháng 10 năm 2000     | Capcom                                       | Có |    |    |        | [ 3 ]  |
| El Dorado Gate Volume 2                           | Dreamcast                           | 12 tháng 12 năm 2000     | Capcom                                       | Có |    |    |        | [ 3 ]  |
| El Dorado Gate Volume 3                           | Dreamcast                           | 2 tháng 2 năm 2001       | Capcom                                       | Có |    |    |        | [ 3 ]  |
| El Dorado Gate Volume 4                           | Dreamcast                           | 12 tháng 4 năm 2001      | Capcom                                       | Có |    |    |        | [ 3 ]  |
| El Dorado Gate Volume 5                           | Dreamcast                           | 6 tháng 6 năm 2001       | Capcom                                       | Có |    |    |        | [ 3 ]  |
| El Dorado Gate Volume 6                           | Dreamcast                           | 8 tháng 8 năm 2001       | Capcom                                       | Có |    |    |        | [ 3 ]  |
| El Dorado Gate Volume 7                           | Dreamcast                           | 10 tháng 10 năm 2001     | Capcom                                       | Có |    |    |        | [ 3 ]  |
| Ether Vapor Remaster                              | Microsoft Windows                   | 27 tháng 9 năm 2012      | Edelweiss                                    | Có | Có | Có | Có     | [ 4 ]  |
| Everblue                                          | PlayStation 2                       | 9 tháng 8 năm 2001       | Arika                                        | Có |    | Có |        | [ 5 ]  |
| Everblue 2                                        | PlayStation 2                       | 8 tháng 8 năm 2002       | Arika                                        | Có | Có | Có |        | [ 6 ]  |
| Exed Exes                                         | Arcade                              | tháng 2 năm 1985         | Capcom                                       | Có | Có | Có | Có     | [ 7 ]  |
| Eye of the Beholder                               | Super Nintendo Entertainment System | 1994                     | Westwood Associates                          | Có | Có | Có | Có     | [ 8 ]  |
| F-1 Dream                                         | Arcade                              | tháng 4 năm 1988         | Capcom                                       | Có |    |    |        | [ 9 ]  |
| Fairy Bloom Freesia                               | Microsoft Windows                   | 17 tháng 10 năm 2012     | Capcom                                       | Có | Có | Có | Có     | [ 10 ] |
| Famicom Mini: Ghosts 'n Goblins                   | Game Boy Advance                    | 2004                     | Capcom                                       | Có |    |    |        | [ 11 ] |
| Fate/tiger colosseum                              | PlayStation Portable                | 13 tháng 9 năm 2007      | Cavia/Type-Moon                              | Có |    |    |        | [ 12 ] |
| Fate/unlimited codes                              | Arcade                              | 11 tháng 6 năm 2008      | Type-Moon/Cavia/Eighting                     | Có |    |    |        | [ 13 ] |
| Fate/unlimited codes                              | PlayStation 2                       | 18 tháng 12 năm 2008     | Type-Moon/Cavia/Eighting                     | Có |    |    |        | [ 14 ] |
| Fate/unlimited codes                              | PlayStation Portable                | 18 tháng 6 năm 2009      | Type-Moon/Cavia/Eighting                     | Có | Có | Có |        | [ 15 ] |
| Fever Chance                                      | Arcade                              | tháng 10 năm 1983        | Capcom                                       | Có |    |    |        | [ 16 ] |
| Fighting Street                                   | Virtual Console                     | 6 tháng 10 năm 2009      | Alfa System                                  | Có | Có | Có | Có     | [ 17 ] |
| Final Fight                                       | Amiga                               | tháng 12 năm 1989        |                                              | Có | Có | Có | Có     | [ 18 ] |
| Final Fight                                       | Amstrad CPC                         | tháng 12 năm 1989        |                                              | Có | Có | Có | Có     | [ 18 ] |
| Final Fight                                       | Arcade                              | tháng 12 năm 1989        | Capcom                                       | Có | Có | Có | Có     | [ 19 ] |
| Final Fight                                       | Atari ST                            | tháng 12 năm 1989        |                                              | Có | Có | Có | Có     | [ 18 ] |
| Final Fight                                       | Commodore 64                        | tháng 12 năm 1989        |                                              | Có | Có | Có | Có     | [ 18 ] |
| Final Fight                                       | CPS Changer                         | tháng 12 năm 1989        | Capcom                                       | Có | Có | Có | Có     | [ 18 ] |
| Final Fight                                       | Game Boy Advance                    | 25 tháng 5 năm 2001      | Capcom                                       | Có | Có | Có | Có     | [ 18 ] |
| Final Fight                                       | Super Nintendo Entertainment System | 21 tháng 12 năm 1990     | Capcom                                       | Có | Có | Có | Có     | [ 18 ] |
| Final Fight                                       | Sega Mega-CD                        | 2 tháng 4 năm 1993       | A-Wave                                       | Có | Có | Có | Có     | [ 18 ] |
| Final Fight                                       | X68000                              | tháng 12 năm 1989        | Capcom                                       | Có | Có | Có | Có     | [ 18 ] |
| Final Fight                                       | ZX Spectrum                         | tháng 12 năm 1989        |                                              | Có | Có | Có | Có     | [ 18 ] |
| Final Fight 2                                     | Super Nintendo Entertainment System | 22 tháng 5 năm 1993      | Capcom                                       | Có | Có | Có | Có     | [ 20 ] |
| Final Fight 2                                     | Virtual Console                     | 9 tháng 10 năm 2009      | Capcom                                       | Có | Có | Có | Có     | [ 21 ] |
| Final Fight 3                                     | Super Nintendo Entertainment System | 21 tháng 12 năm 1995     | Capcom                                       | Có | Có | Có |        | [ 22 ] |
| Final Fight 3                                     | Virtual Console                     | 8 tháng 12 năm 2009      | Capcom                                       | Có | Có | Có | Có     | [ 23 ] |
| Final Fight Guy                                   | Super Nintendo Entertainment System | 1992                     | Capcom                                       | Có |    |    |        | [ 18 ] |
| Final Fight One                                   | Game Boy Advance                    | 2001                     | Capcom                                       | Có | Có | Có | Có     | [ 18 ] |
| Final Fight Revenge                               | Arcade                              | tháng 7 năm 1999         | Capcom                                       | Có | Có | Có | Có     | [ 24 ] |
| Final Fight Revenge                               | Sega Saturn                         | 30 tháng 3 năm 2000      | Capcom                                       | Có |    |    |        | [ 24 ] |
| Final Fight: Double Impact                        | PlayStation Network                 | ngày 15 tháng 4 năm 2010 | Capcom                                       | Có | Có | Có | Có     | [ 25 ] |
| Final Fight: Double Impact                        | Xbox Live Marketplace               | ngày 15 tháng 4 năm 2010 | Capcom                                       | Có | Có | Có | Có     | [ 25 ] |
| Final Fight: Streetwise                           | PlayStation 2                       | 28 tháng 2 năm 2006      | Capcom                                       |    | Có | Có |        | [ 26 ] |
| Final Fight: Streetwise                           | Xbox                                | 28 tháng 2 năm 2006      | Secret Level                                 |    | Có | Có |        | [ 26 ] |
| Finder Love                                       | PlayStation Portable                | 29 tháng 6 năm 2006      | Capcom                                       | Có |    |    |        | [ 27 ] |
| Flipper Football                                  | Pinball                             | tháng 10 năm 1996        | Capcom                                       | Có | Có | Có | Có     | [ 28 ] |
| Flock                                             | PlayStation Network                 | 9 tháng 4 năm 2009       | Proper Games                                 | Có | Có | Có | Có     | [ 29 ] |
| Flock                                             | Xbox Live Marketplace               | 8 tháng 4 năm 2009       | Proper Games                                 | Có | Có | Có | Có     | [ 29 ] |
| Flock                                             | Microsoft Windows                   | 7 tháng 4 năm 2009       | Proper Games                                 | Có | Có | Có | Có     | [ 29 ] |
| Forgotten Worlds                                  | Amiga                               | tháng 7 năm 1988         | Arc Developments                             | Có | Có | Có | Có     | [ 30 ] |
| Forgotten Worlds                                  | Atari ST                            | tháng 7 năm 1988         | Arc Developments                             | Có | Có | Có | Có     | [ 30 ] |
| Forgotten Worlds                                  | Arcade                              | tháng 7 năm 1988         | Capcom                                       | Có | Có | Có | Có     | [ 30 ] |
| Forgotten Worlds                                  | DOS                                 | tháng 7 năm 1988         | Arc Developments                             | Có | Có | Có | Có     | [ 30 ] |
| Forgotten Worlds                                  | Sega Master System                  | tháng 7 năm 1988         | SIMS Co., Ltd.                               | Có | Có | Có | Có     | [ 30 ] |
| Forgotten Worlds                                  | Sega Mega Drive/Genesis             | tháng 7 năm 1988         | Sega                                         | Có | Có | Có | Có     | [ 30 ] |
| Forgotten Worlds                                  | TurboGrafx-CD                       | tháng 7 năm 1988         | NEC                                          | Có | Có | Có | Có     | [ 30 ] |
| Forgotten Worlds                                  | Virtual Console                     | tháng 7 năm 1988         |                                              | Có | Có | Có | Có     | [ 30 ] |
| Forgotten Worlds                                  | ZX Spectrum                         | tháng 7 năm 1988         | Arc Developments                             | Có | Có | Có | Có     | [ 30 ] |
| Fox Hunt                                          | PlayStation                         | 1996                     | 3Vision Gamers/Evolutionary Publishing, Inc. | Có | Có | Có | Có     | [ 31 ] |
| Fox Hunt                                          | Microsoft Windows                   | 1996                     | 3Vision Gamers/Evolutionary Publishing, Inc. | Có | Có | Có | Có     | [ 31 ] |
| Fushigi Deka                                      | PlayStation                         | 2000                     | Capcom                                       | Có |    |    |        | [ 32 ] |
| G.I. Joe: The Atlantis Factor                     | Nintendo Entertainment System       | tháng 3 năm 1992         | KID                                          |    | Có |    |        | [ 33 ] |
| Gaia Master Kessen!: Seikiou Densetsu             | Dreamcast                           | 2001                     | Capcom                                       | Có |    |    |        | [ 34 ] |
| Gaia Master: Kami no Board Game                   | PlayStation                         | 20 tháng 4 năm 2000      | Capcom                                       | Có |    |    |        | [ 35 ] |
| Gaist Crusher                                     | Nintendo 3DS                        | 5 tháng 12 năm 2013      | Treasure                                     | Có |    |    |        | [ 36 ] |
| Gakkou no Kowai Uwasa: Hanako-san ga Kita!!       | PlayStation                         | 1995                     | Capcom                                       | Có |    |    |        | [ 37 ] |
| Gakkou no Kowai Uwasa: Hanako-san ga Kita!!       | Sega Saturn                         | 1995                     | Capcom                                       | Có |    |    |        | [ 37 ] |
| Gargoyle's Quest                                  | Game Boy                            | 2 tháng 5 năm 1990       | Capcom                                       | Có | Có | Có |        | [ 38 ] |
| Gargoyle's Quest                                  | Virtual Console                     | 29 tháng 6 năm 2011      | Capcom                                       | Có | Có | Có | Có     | [ 38 ] |
| Gargoyle's Quest II                               | Nintendo Entertainment System       | 17 tháng 7 năm 1992      | Capcom                                       | Có | Có | Có |        | [ 39 ] |
| Gargoyle's Quest II                               | Game Boy                            | 1993                     | Capcom                                       | Có |    |    |        | [ 39 ] |
| Genma Onimusha                                    | Xbox                                | 28 tháng 1 năm 2002      | Capcom                                       | Có | Có | Có |        | [ 40 ] |
| Ghosts 'n Goblins                                 | Amiga                               |                          | Elite Systems                                | Có | Có | Có | Có     | [ 11 ] |
| Ghosts 'n Goblins                                 | Atari ST                            |                          | Elite Systems                                | Có | Có | Có | Có     | [ 11 ] |
| Ghosts 'n Goblins                                 | Arcade                              | tháng 9 năm 1985         | Capcom                                       | Có | Có | Có | Có     | [ 11 ] |
| Ghosts 'n Goblins                                 | Commodore 64                        |                          | Elite Systems                                | Có | Có | Có | Có     | [ 11 ] |
| Ghosts 'n Goblins                                 | DOS                                 |                          | Pacific Dataworks International              | Có | Có | Có | Có     | [ 11 ] |
| Ghosts 'n Goblins                                 | Nintendo Entertainment System       | 13 tháng 6 năm 1986      | Micronics                                    | Có | Có | Có | Có     | [ 11 ] |
| Ghosts 'n Goblins                                 | Virtual Console                     |                          | Micronics                                    | Có | Có | Có | Có     | [ 11 ] |
| Ghosts 'n Goblins                                 | ZX Spectrum                         |                          | Elite Systems                                | Có | Có | Có | Có     | [ 11 ] |
| Ghosts 'n Goblins: Gold Knights                   | iOS\| 11 tháng 11 năm 2009          | Capcom                   | Có                                           | Có | Có | Có | [ 41 ] |        |
| Ghost 'n Goblins: Gold Knights II                 | iOS\| 12 tháng 8 năm 2010           | Capcom                   | Có                                           | Có | Có | Có | [ 42 ] |        |
| Ghouls 'n Ghosts                                  | Amiga                               |                          | Software Creations                           |    | Có | Có |        | [ 43 ] |
| Ghouls 'n Ghosts                                  | Atari ST                            |                          | Software Creations                           | Có | Có | Có | Có     | [ 43 ] |
| Ghouls 'n Ghosts                                  | Arcade                              | tháng 12 năm 1988        | Capcom                                       | Có | Có | Có | Có     | [ 43 ] |
| Ghouls 'n Ghosts                                  | Commodore 64                        |                          | Software Creations                           | Có | Có | Có | Có     | [ 43 ] |
| Ghouls 'n Ghosts                                  | Sega Master System                  | tháng 3 năm 1990         | Sega                                         | Có | Có | Có | Có     | [ 43 ] |
| Ghouls 'n Ghosts                                  | Sega Mega Drive/Genesis             | tháng 9 năm 1989         | Sega                                         | Có | Có | Có |        | [ 43 ] |
| Ghouls 'n Ghosts                                  | Virtual Console                     |                          |                                              | Có | Có | Có | Có     | [ 43 ] |
| Ghouls 'n Ghosts                                  | X68000                              |                          | Capcom                                       | Có | Có | Có | Có     | [ 43 ] |
| Ghouls 'n Ghosts                                  | ZX Spectrum                         |                          | Software Creations                           | Có | Có | Có | Có     | [ 43 ] |
| Ghost Trick: Phantom Detective                    | Nintendo DS                         | 19 tháng 6 năm 2010      | Capcom                                       | Có | Có | Có | Có     | [ 44 ] |
| Ghost Trick: Phantom Detective                    | iOS\| 16 tháng 12 năm 2010          | Có                       | Capcom                                       | Có | Có | Có | [ 45 ] |        |
| Giga Wing                                         | Arcade                              | tháng 3 năm 1999         | Takumi Corporation                           | Có | Có |    |        | [ 46 ] |
| Giga Wing                                         | Dreamcast                           | 11 tháng 11 năm 1999     | Takumi Corporation                           | Có | Có | Có |        | [ 46 ] |
| Giga Wing 2                                       | Arcade                              | tháng 1 năm 2000         | Takumi Corporation                           | Có | Có |    |        | [ 47 ] |
| Giga Wing 2                                       | Dreamcast                           | tháng 1 năm 2000         | Takumi Corporation                           | Có | Có |    |        | [ 47 ] |
| GioGio's Bizarre Adventure                        | PlayStation 2                       | 25 tháng 7 năm 2002      | Capcom                                       | Có |    |    |        | [ 48 ] |
| Glass Rose                                        | PlayStation 2                       | 6 tháng 11 năm 2003      | Cing/Capcom                                  | Có |    | Có |        | [ 49 ] |
| God Hand                                          | PlayStation 2                       | 14 tháng 9 năm 2006      | Clover Studio                                | Có | Có | Có | Có     | [ 50 ] |
| God Hand                                          | PlayStation Network                 | 4 tháng 10 năm 2011      | Clover Studio                                |    | Có |    |        | [ 50 ] |
| God of War                                        | PlayStation 2                       | 17 tháng 11 năm 2005     | SCE Santa Monica Studio                      | Có |    |    |        | [ 51 ] |
| God of War II                                     | PlayStation 2                       | 25 tháng 10 năm 2007     | SCE Santa Monica Studio                      | Có |    |    |        | [ 51 ] |
| God of War Collection                             | PlayStation 3                       | 18 tháng 3 năm 2010      | SCE Santa Monica Studio                      | Có |    |    |        | [ 52 ] |
| Gold Medal Challenge                              | Nintendo Entertainment System       | 5 tháng 6 năm 1992       | Capcom                                       | Có | Có | Có |        | [ 53 ] |
| Goof Troop                                        | Super Nintendo Entertainment System | 11 tháng 7 năm 1993      | Capcom                                       | Có | Có | Có |        | [ 54 ] |
| Gotcha Force                                      | Nintendo GameCube                   | 27 tháng 11 năm 2003     | Capcom                                       | Có | Có | Có | Có     | [ 55 ] |
| Grand Theft Auto III                              | PlayStation 2                       | 25 tháng 9 năm 2003      | Rockstar North                               | Có |    |    |        | [ 56 ] |
| Grand Theft Auto III                              | Microsoft Windows                   | 25 tháng 9 năm 2003      | Rockstar North                               | Có |    |    |        | [ 56 ] |
| Grand Theft Auto III                              | Xbox                                | 29 tháng 7 năm 2004      | Rockstar North                               | Có |    |    |        |        |
| Grand Theft Auto: Vice City                       | Microsoft Windows                   | 25 tháng 9 năm 2003      | Rockstar North                               | Có |    |    |        |        |
| Grand Theft Auto: Vice City                       | PlayStation 2                       | 20 tháng 5 năm 2004      | Rockstar North                               | Có |    |    |        |        |
| Grand Theft Auto: Vice City                       | Xbox                                | 24 tháng 7 năm 2004      | Rockstar North                               | Có |    |    |        |        |
| Grand Theft Auto: San Andreas                     | PlayStation 2                       | 25 tháng 1 năm 2007      | Rockstar North                               | Có |    |    |        | [ 57 ] |
| Grand Theft Auto IV                               | PlayStation 3                       | 30 tháng 10 năm 2008     | Rockstar North                               | Có |    |    |        | [ 58 ] |
| Grand Theft Auto IV                               | Xbox 360                            | 30 tháng 10 năm 2008     | Rockstar North                               | Có |    |    |        | [ 58 ] |
| Grand Theft Auto IV                               | Microsoft Windows                   | 20 tháng 3 năm 2009      | Rockstar North                               | Có |    |    |        | [ 58 ] |
| Grand Theft Auto: Liberty City Stories            | PlayStation 2                       | 28 tháng 5 năm 2009      | Rockstar North                               | Có |    |    |        | [ 59 ] |
| Grand Theft Auto: Vice City Stories               | PlayStation 2                       | 28 tháng 5 năm 2009      | Rockstar North                               | Có |    |    |        | [ 60 ] |
| Gregory Horror Show                               | PlayStation 2                       | 7 tháng 8 năm 2003       | Capcom                                       | Có | Có | Có | Có     | [ 61 ] |
| Group S Challenge                                 | Xbox                                | 28 tháng 8 năm 2003      | Capcom                                       | Có | Có | Có |        | [ 62 ] |
| Gun.Smoke                                         | Arcade                              | tháng 11 năm 1985        | Capcom                                       | Có | Có | Có | Có     | [ 63 ] |
| Gun.Smoke                                         | Commodore 64                        |                          |                                              | Có | Có | Có |        | [ 63 ] |
| Gun.Smoke                                         | Nintendo Entertainment System       | 27 tháng 1 năm 1988      | Capcom                                       | Có | Có | Có |        | [ 63 ] |
| Gun.Smoke                                         | Family Computer Disk System         | 27 tháng 1 năm 1988      | Capcom                                       | Có | Có | Có |        | [ 63 ] |
| Gun.Smoke                                         | ZX Spectrum                         |                          | Topo Soft                                    | Có | Có | Có |        | [ 63 ] |
| Gyakuten Kenji 2                                  | Nintendo DS                         | 3 tháng 2 năm 2011       | Capcom                                       | Có |    |    |        | [ 64 ] |
| Harvey Birdman: Attorney at Law                   | Wii                                 | 8 tháng 1 năm 2008       | High Voltage Software                        |    | Có |    |        | [ 65 ] |
| Hat Trick                                         | Commodore 64                        | 1984                     | Sente Technologies                           | Có | Có | Có | Có     | [ 66 ] |
| Haunting Ground                                   | PlayStation 2                       | 21 tháng 4 năm 2005      | Capcom                                       | Có | Có | Có | Có     | [ 67 ] |
| Heavy Metal: Geomatrix                            | Arcade                              | 2001                     | Capcom                                       | Có | Có | Có |        | [ 68 ] |
| Heavy Metal: Geomatrix                            | Dreamcast                           | 12 tháng 7 năm 2001      | Capcom                                       | Có | Có | Có |        | [ 68 ] |
| Higemaru Makaijima - Nanatsu no Shima Daibōken    | Nintendo Entertainment System       | 14 tháng 4 năm 1987      | Capcom                                       | Có |    |    |        | [ 69 ] |
| Higemaru Makaijima - Nanatsu no Shima Daibōken    | MSX2                                | 1987                     | Capcom                                       | Có |    |    |        | [ 69 ] |
| Hyper Street Fighter II: The Anniversary Edition  | PlayStation 2                       | tháng 12 năm 2003        | Capcom                                       | Có | Có | Có | Có     | [ 70 ] |
| Hyper Street Fighter II: The Anniversary Edition  | Xbox                                | tháng 12 năm 2003        | Capcom                                       | Có | Có | Có | Có     | [ 70 ] |
| Hyper Street Fighter II: The Anniversary Edition  | Arcade                              | tháng 12 năm 2003        | Capcom                                       | Có | Có | Có | Có     | [ 70 ] |
| Ide no Yosuke no Jissen Mahjong                   | Nintendo Entertainment System       | 24 tháng 9 năm 1987      | Capcom                                       | Có |    |    |        | [ 71 ] |
| Ide no Yosuke no Jissen Mahjong II                | Nintendo Entertainment System       | 22 tháng 2 năm 1991      | Capcom                                       | Có |    |    |        | [ 72 ] |
| Ide Yousuke Meijin no Shinmi Jissen Mahjong       | Sega Saturn                         | 1996                     | Capcom                                       | Có |    |    |        | [ 73 ] |
| Ide Yousuke Meijin no Shinmi Jissen Mahjong       | PlayStation                         | 1996                     | Capcom                                       | Có |    |    |        | [ 73 ] |
| JoJo's Venture                                    | Arcade                              | tháng 12 năm 1998        | Capcom                                       | Có | Có |    |        | [ 74 ] |
| JoJo's Venture                                    | PlayStation                         | 14 tháng 10 năm 1999     | Capcom                                       | Có | Có | Có |        | [ 74 ] |
| JoJo's Venture                                    | Dreamcast                           | 25 tháng 11 năm 1999     | Capcom                                       | Có | Có | Có |        | [ 74 ] |
| JoJo's Bizarre Adventure HD                       | PlayStation Network                 | 21 tháng 8 năm 2012      | Capcom                                       | Có | Có | Có | Có     | [ 75 ] |
| JoJo's Bizarre Adventure HD                       | Xbox Live Marketplace               | 22 tháng 8 năm 2012      | Capcom                                       | Có | Có | Có | Có     | [ 75 ] |
| JoJo's Bizarre Adventure: Heritage for the Future | Arcade                              | 1999                     | Capcom                                       | Có |    |    |        | [ 76 ] |
| Kabu Trader Shun                                  | Nintendo DS                         | 7 tháng 6 năm 2007       | Capcom                                       | Có |    |    |        | [ 77 ] |
| KenKen: Train Your Brain                          | iOS\| 10 Th6 năm 2009               | Capcom                   | Có                                           | Có | Có | Có | [ 78 ] |        |
| killer7                                           | Nintendo GameCube                   | 9 tháng 6 năm 2005       | Grasshopper Manufacture                      | Có | Có | Có | Có     | [ 79 ] |
| killer7                                           | PlayStation 2                       | 9 tháng 6 năm 2005       | Grasshopper Manufacture                      | Có | Có | Có | Có     | [ 79 ] |
| Kingpin                                           | Pinball                             | 1996                     | Capcom                                       | Có | Có | Có | Có     | [ 80 ] |
| Knights of the Round                              | Arcade                              | 27 tháng 11 năm 1991     | Capcom                                       | Có | Có |    |        | [ 81 ] |
| Knights of the Round                              | CPS Changer                         | 1995                     | Capcom                                       | Có |    |    |        | [ 81 ] |
| Knights of the Round                              | Super Nintendo Entertainment System | tháng 4 năm 1994         | Capcom                                       | Có | Có |    |        | [ 81 ] |
| Kyojin no Hoshi                                   | PlayStation 2                       | 20 tháng 6 năm 2002      | Capcom                                       | Có |    |    |        | [ 82 ] |
| Last Duel: Inter Planet War 2012                  | Amiga                               |                          |                                              | Có | Có | Có | Có     | [ 83 ] |
| Last Duel: Inter Planet War 2012                  | Atari ST                            |                          |                                              | Có | Có | Có | Có     | [ 83 ] |
| Last Duel: Inter Planet War 2012                  | Arcade                              | tháng 7 năm 1988         | Capcom                                       | Có | Có | Có | Có     | [ 83 ] |
| Last Duel: Inter Planet War 2012                  | Commodore 64                        |                          |                                              | Có | Có | Có | Có     | [ 83 ] |
| Last Duel: Inter Planet War 2012                  | ZX Spectrum                         |                          |                                              | Có | Có | Có | Có     | [ 83 ] |
| Last Ranker                                       | PlayStation Portable                | 15 tháng 7 năm 2010      | imageepoch/Capcom                            | Có |    |    |        | [ 84 ] |
| Layton-kyoju VS Gyakuten Saiban                   | Nintendo 3DS                        | 29 tháng 11 năm 2012     | Level 5                                      | Có | Có | Có | Có     | [ 85 ] |
| LED Storm                                         | Amiga                               | 1989                     |                                              | Có | Có | Có | Có     | [ 86 ] |
| LED Storm                                         | Atari ST                            | 1989                     |                                              | Có | Có | Có | Có     | [ 86 ] |
| LED Storm                                         | Arcade                              | 1989                     | Capcom                                       | Có | Có | Có | Có     | [ 86 ] |
| LED Storm                                         | Commodore 64                        | 1989                     |                                              | Có | Có | Có | Có     | [ 86 ] |
| LED Storm                                         | ZX Spectrum                         | 1989                     |                                              | Có | Có | Có | Có     | [ 86 ] |
| Legend of Kay                                     | PlayStation 2                       | 4 tháng 3 năm 2005       | Neon Studios/Kaiko                           |    | Có | Có | Có     | [ 87 ] |
| Legendary Wings                                   | Arcade                              | tháng 11 năm 1986        | Capcom                                       | Có | Có | Có | Có     | [ 88 ] |
| Legendary Wings                                   | Nintendo Entertainment System       | tháng 7 năm 1988         | Capcom                                       |    | Có |    |        | [ 88 ] |
| Lil' Pirates                                      | iOS\| 4 tháng 11 năm 2010           | Capcom/IUGO              |                                              | Có | Có | Có | [ 89 ] |        |
| Little League                                     | Arcade                              | tháng 7 năm 1983         | Capcom                                       | Có |    |    |        | [ 16 ] |
| Little Nemo: The Dream Master                     | Nintendo Entertainment System       | tháng 9 năm 1990         | Capcom                                       | Có | Có | Có |        | [ 90 ] |
| Lost Planet: Extreme Condition                    | PlayStation 3                       | 21 tháng 2 năm 2008      | Capcom                                       | Có | Có | Có | Có     | [ 91 ] |
| Lost Planet: Extreme Condition                    | Microsoft Windows                   | 26 tháng 6 năm 2007      | Capcom                                       |    | Có | Có | Có     | [ 91 ] |
| Lost Planet: Extreme Condition                    | Xbox 360                            | 21 tháng 12 năm 2006     | Capcom                                       | Có | Có | Có | Có     | [ 91 ] |
| Lost Planet: Colonies                             | Xbox 360                            | 12 tháng 1 năm 2007      | Capcom                                       | Có | Có | Có | Có     | [ 92 ] |
| Lost Planet 2                                     | PlayStation 3                       | 11 tháng 5 năm 2010      | Capcom                                       | Có | Có | Có |        | [ 93 ] |
| Lost Planet 2                                     | Microsoft Windows                   | 12 tháng 10 năm 2010     | Capcom                                       | Có | Có | Có |        | [ 93 ] |
| Lost Planet 2                                     | Xbox 360                            | 11 tháng 5 năm 2010      | Capcom                                       | Có | Có | Có |        | [ 93 ] |
| Lost Planet 3                                     | PlayStation 3                       | 27 tháng 8 năm 2013      | Spark Unlimited                              | Có | Có | Có | Có     | [ 94 ] |
| Lost Planet 3                                     | Microsoft Windows                   | 27 tháng 8 năm 2013      | Spark Unlimited                              | Có | Có | Có | Có     | [ 94 ] |
| Lost Planet 3                                     | Xbox 360                            | 27 tháng 8 năm 2013      | Spark Unlimited                              | Có | Có | Có | Có     | [ 94 ] |